# Andrew H. Knoll
Andrew Herbert Knoll, né en 1951 à West Reading (États-Unis), est un paléontologue américain, spécialisé en paléobotanique. 

## Biographie
Andrew Knoll est diplômé de l'Université Lehigh avec une licence en 1973 et obtient son doctorat de l'Université Harvard en 1977 avec une thèse intitulée « Studies in Archean and Early Proterozoic Paleontology ». 
Knoll enseigne à l'Oberlin College pendant cinq ans avant de retourner à Harvard en tant que professeur en 1982. À Harvard, il travaille dans les départements de biologie de l'organisme et de l'évolution et des sciences de la terre et des planètes. Il est professeur de recherche Fisher en histoire naturelle et professeur de recherche en sciences de la Terre et des planètes à l'Université Harvard. 

## Travail scientifique
Andrew Knoll est surtout connu pour ses contributions à la paléontologie et à la biogéochimie précambriennes. Il découvre des enregistrements de microfossiles sur les débuts de la vie au Spitzberg, dans l'est du Groenland, en Sibérie, en Chine, en Namibie, dans l'ouest de l'Amérique du Nord et en Australie et est parmi les premiers à appliquer les principes de la taphonomie et de la paléoécologie à leur interprétation. Il découvre les premiers enregistrements d'animaux squelettisés en Namibie et de remarquables fossiles de la formation Ediacaran Doushantuo, en Chine. Knoll et ses collègues rédigent le premier article démontrant une forte variation stratigraphique dans la composition isotopique du carbone des carbonates et de la matière organique conservés dans les roches sédimentaires du Néoprotérozoïque (il y a 1000 à 539 millions d'années), et le groupe de Knoll montre également que les carbonates du Protérozoïque moyen affichent peu de variation isotopique dans le temps, contrairement aux successions plus anciennes et plus récentes.
Knoll s'intéresse depuis longtemps à la biominéralisation, à la paléobotanique, à l'évolution du plancton et aux extinctions de masse,. Entre autres choses, Knoll et ses collègues sont les premiers à émettre l'hypothèse que l'accumulation rapide de dioxyde de carbone joue un rôle clé dans l'extinction massive de la fin du Permien, il y a 252 millions d'années. Plus généralement, Knoll utilise la physiologie comme un pont conceptuel pour intégrer les enregistrements géochimiques des changements environnementaux aux enregistrements paléontologiques de l'histoire biologique. Il est également membre de l'équipe scientifique de la mission du rover MER de la NASA vers Mars.
Il est membre de l'Académie nationale des sciences des États-Unis, l'Académie américaine des arts et des sciences, la Société américaine de philosophie, l'Académie américaine de microbiologie et membre étranger de la Royal Society et la National Academy of Sciences, Inde, Il reçoit la médaille de la Paleontological Society, la médaille Wollaston de la Geological Society (Londres), la médaille Moore de la Society for Sedimentary Geology, la médaille Oparin de la Société internationale pour l'étude de l'origine de la vie, le prix Sven Berggren de la Royal Physiographic Society, Suède, et les médailles Walcott et Thompson de l'Académie nationale des sciences des États-Unis. Il reçoit le Phi Beta Kappa Book Award pour La vie sur une jeune planète : les trois premiers milliards d'années d'évolution sur Terre. En 2018, Knoll reçoit le Prix international de biologie, décerné à Tokyo en présence de l'empereur et de l'impératrice du Japon. En 2022, il reçoit le prix Crafoord en géosciences.

## Ouvrages
- 2004 - Life on a Young Planet: The First Three Billion Years of Evolution on Earth. Princeton University Press, Princeton NJ, 277pp.,  (ISBN 0-691-12029-3)
- 2007 - The Evolution of Primary Producers in the Sea. Falkowski, P. and A.H. Knoll, Eds. Elsevier, Burlington MA, 441 pp.,  (ISBN 978-0123705181)
- 2012 - Fundamentals of Geobiology. Knoll, A.H., D.E. Canfield and K. Konhauser, Eds. Wiley-Blackwell, Chichester UK, 443 pp.,  (ISBN 978-140-5187527)
- 2013 - Biology: How Life Works. Morris, J., D. Hartl, A.H. Knoll, R. Lue, and others. Macmillan. 2nd Edition 2016:  (ISBN 978-1319067793); 4th Edition 2022.
- 2021 - A Brief History of Earth: Four Billion Years in Eight Chapters. Knoll, A.H. Custom House, New York NY, 272 pp.,  (ISBN 978-0062853912)

#### Bases de données et dictionnaires
- Ressources relatives à la recherche :   - Dimensions
  - Google Scholar
  - Harvard University Herbaria & Libraries
  - International Plant Names Index
  - ORCID
  - ResearchGate
  - Royal Society
  - Scopus
- Notices d'autorité :   - VIAF
  - ISNI
  - IdRef
  - LCCN
  - GND
  - Japon
  - CiNii
  - Belgique
  - Pays-Bas
  - Israël
  - NUKAT
  - Catalogne
  - Australie
  - Norvège
  - Croatie
  - Tchéquie
  - Lettonie
  - Corée du Sud
  - WorldCat